# Margaret Holsewyther
Margaret Holsewyther, född 1504, död efter 1560, var en engelsk porträttmålare.
Hon var dotter till den engelske guldsmeden och juveleraren Henry Holsewyther (eller Holtsweller) från Tyskland och gift med hovmålaren Lucas Horenboult. Hon var svägerska till Susannah Hornebolt, som blivit kallad Englands första kvinnliga yrkeskonstnär. 
Ett antal miniatyrer, utförda mellan 1522 och 1552, har länge förutsatts vara gjorda av hennes make, men senare tillskrivits henne själv. Hon förmodas ha blivit undervisad av sin far, varit verksam i sin makes ateljé under hans levnad under hans namn, och övertagit sin makes ateljé som änka 1543. Detta var inte ovanligt för konstnärshustrur under en tid när konstnärer betraktades som hantverkare och familjen väntades vara en hantverkare behjälplig, men normalt har de inte blivit kända i historien. Hon är bekräftad som hovmålare då hon i en räkning från 1547 fick betalt för miniatyrer hon gjort av kungaparet. 
Hon var sedan verksam som en av Henrik VIII:s hovmålare. Hon var en av två kvinnor i denna position: Alice Heron övertog på samma sätt sin make William Herons ateljé och position vid hovet vid samma tid.